# Aira da Pedra
Aira da Pedra es una localidad española perteneciente al municipio de Villafranca del Bierzo, provincia de León, comunidad autónoma de Castilla y León. El pueblo se encuentra a unos 20 km de Villafranca del Bierzo, dentro del valle y subcomarca del Valle del Burbia, en el Bierzo.

## Fiestas religiosas
En agosto las fiestas de San Bartolo.